# Maxera fuscescens
Maxera fuscescens är en fjärilsart som beskrevs av Walker 1865. Maxera fuscescens ingår i släktet Maxera och familjen nattflyn. Inga underarter finns listade i Catalogue of Life.